# Wisła Kraków (piłka siatkowa kobiet)
Wisła Kraków – polska kobieca drużyna siatkarska, będąca sekcją siatkówki klubu sportowego TS Wisła Kraków z Krakowa. Wielokrotny mistrz Polski, obecnie zespół występuje w II lidze.

## Sukcesy
- Mistrzostwa Polski:
  -  6 razy: 1959, 1967, 1969, 1970, 1982, 1984
  -  12 razy: 1947, 1958, 1960, 1966, 1971, 1972, 1976, 1977, 1981, 1985, 1990, 1993
  -  9 razy: 1955, 1956, 1961, 1962, 1963, 1965, 1968, 1988, 1995
- Puchar Polski:
  -  2 razy: 1960, 1961
  -  1 raz: 1984
  -  3 razy: 1975, 1989, 1995
- Puchar Europy Mistrzyń Krajowych:
  - Półfinał: 1971
- Puchar Europy Zdobywczyń Pucharów:
  - 4. miejsce: 1973